# Яковлев, Всеволод Фёдорович (учёный)
Всеволод Фёдорович Яковлев (12 февраля 1925—2003) — советский и российский учёный, профессор ЛИИЖТа, железнодорожник. Доктор технических наук (1965), профессор (1966), заслуженный деятель науки и техники РСФСР (1985), лауреат премии Совета Министров СССР (1983).

## Биография
Родился в семье рыбака, рос в деревне Коккорево на Ладожском озере. После окончания школы поступил в Вологодский техникум Наркомата путей сообщения. Окончив техникум в 1942 году, работал на станции Няндома, позднее входил в состав в спецформирования Ленинградского фронта, занимавшегося восстановлением железнодорожных путей, был награждён медалью «За оборону Ленинграда». После войны работал на Октябрьской железной дороге, где быстро стал заместителем начальника Выборгской дистанции пути. В 1949 году поступил в Ленинградский институт инженеров железнодорожного транспорта на специальность «Строительство железных дорог». Окончив институт, продолжил обучение в аспирантуре, и в 1955 году защитил кандидатскую диссертацию на тему «Некоторые вопросы статического расчёта элементов стрелочных переводов» (научный руководитель С. В. Амелин). Защитив диссертацию, остался в ЛИИЖТе, разработал и стал читать курс «Устройство железнодорожного пути», а в дальнейшем вёл преподавание таких дисциплин, как «Путевое хозяйство», «Автомобильные дороги», «Основы автоматики» и др.
Помимо преподавания уделял значительное внимание научной работе: в конце 50-х годов занимался вопросами взаимодействия пути и подвижного состава при высоких осевых нагрузках, в результате чего была разработана методика прогнозирования ресурса работы колёс подвижного состава и железнодорожных рельсов. Создал серию работ, посвящённых проблеме контактных напряжений колеса и рельса. По мнению ведущего специалиста ВНИИЖТ, профессора В. М. Вериго, исследования Яковлева следует считать «важнейшими и принципиально новыми работами в области исследования контактных задач теории упругости применительно к железнодорожным рельсам».
С 1964 года (совместно с профессором М. П. Смирновым) возглавлял коллектив инженеров, работавших над проблемой разработки специальных рельсовых путей для сверхтяжёлых нагрузок на космодроме Байконур. За успешное решение этой проблемы в 1972 году коллектив ЛИИЖТа был награждён памятной медалью Академии наук СССР «В ознаменование первого в мире выхода человека в открытый космос», а сам Яковлев был удостоен звания «Почётный строитель Байконура» (1968).
В 1965 году защитил докторскую диссертацию на тему «Исследование сил взаимодействия, деформаций и напряжений в зоне контакта железнодорожных колёс и рельсов». Менее чем через год после защиты получил звание профессора кафедры «Железнодорожный путь», стал одним из организаторов кафедры «Промышленный транспорт и автоматизация производственных процессов», а в 1969—1995 годах был её руководителем. В 1970—1971 годах преподавал в Гаванском университете (Куба).
Создатель научной школы по проблеме «Теория проектирования и создание специальных конструкций пути и подвижного состава для сверхтяжёлых осевых нагрузок». Подготовил 34 кандидата и 7 докторов наук. «Школа В. Ф. Яковлева» вела работу по 6 основным направлениям: 1) конструкции пути для сверхтяжёлых осевых нагрузок (вышеописанная работа на Байконуре); 2) технологические пути металлургических заводов, разрезов и карьеров (были разработаны пути для передвижения уникальных чугуновозов, что позволило решить проблему доставки свежесваренного чугуна с металлургического предприятия на машиностроительное); 3) стрелочные переводы (была проведена их модернизация); 4) специальный подвижной состав (были предложены и испытаны вагонные двух- и трёхосные тележки с самоустанавливающимися осями, что обеспечивало лучшие условия вписывания и увеличивало сроки службы колёс); 5) теория расчёта пути (была создана вычислительная лаборатория, что позволило решить множество задач по динамике взаимодействия пути и подвижного состава) и 6) подготовка нормативно-технической документации.
Обладатель званий «Заслуженный деятель и техники РСФСР» (1985), «Почётный железнодорожник» (1963), «Почётный работник транспорта России». В 1991 году избран членом-корреспондентом Академии транспорта России, в 1994 году — почётным профессором Петербургского государственного университета путей сообщения (бывший ЛИИЖТ), был членом экспертного совета ВАК СССР, заместителем председателя Научно-методического совета Министерства высшего и среднего специального образования СССР по специальности «Промышленный транспорт». Награждён орденом "Трудового Красного Знамени" и девятью медалями.

## Научный вклад
Сфера научных интересов: взаимодействие железнодорожного пути и подвижного состава; теория проектирования и создания специальных конструкций пути для сверхтяжелых осевых нагрузок; исследование напряженно-деформируемого состояния рельсов; контактные напряжения в рельсах; исследование работы стрелочных переводов; моделирование процессов взаимодействия пути и подвижного состава; железнодорожный путь промышленных предприятий. Автор 277 научных работ, 16 учебников и 6 монографий, 33 патентов и авторских свидетельств.

## Основные научные труды
- Яковлев В. Ф., Инютин И. С. Измерение напряжений деталей машин. — Л. М.: Машгиз, 1960.
- Фришман. М. А., Белых К. Д., Яковлев В. Ф., Конанов А. И. Железнодорожные пути металлургических заводов. М.: Металлургия, 1975.
- Автоматика и автоматизация в строительстве и путевом хозяйстве/ В. Ф. Яковлев, Н. М. Булаш, В. В. Гниломедов и др.; Под ред. В. Ф. Яковлева.- М.: Транспорт, 1990.
- Путь и путевое хозяйство промышленных железных дорог/В. Ф. Яковлев, Б. А. Евдокимов, В. Е. Парунакян, А. Н. Перцев; Под ред. В. Ф. Яковлева.- М.: Транспорт, 1990.